# Raiffeisenbank Parsberg-Velburg
Die Raiffeisenbank Parsberg-Velburg eG mit Sitz in Parsberg war eine Genossenschaftsbank in Deutschland. Ihr Geschäftsgebiet erstreckte sich von Parsberg über Lupburg und Hohenfels nach Seubersdorf in der Oberpfalz und Velburg.
Im Jahre 2019 wurde die Bank mit der Raiffeisenbank Hemau-Kallmünz eG verschmolzen. Die fusionierte Bank firmiert als Raiffeisenbank im Oberpfälzer Jura eG.

## Geschichte
Den Grundstein für die Raiffeisenbank Parsberg-Velburg eG wurde am 18. Dezember 1892 in Willenhofen durch 45 Mitglieder mit der Gründung des Herrenrieder-Willenhofener-Darlehenskassenvereins.
Ebenso wie in Willenhofen wurden weitere Spar- und Darlehenskassen gegründet:
- 1899 Waldkirchen (Petersberg), Oberweiling
- 1900 Wissing (Seubersdorf in der Oberpfalz), Oberwiesenacker
- 1902 Velburg, Großalfalterbach
- 1903 Eichenhofen (Seubersdorf in der Oberpfalz)
- 1904 Hörmannsdorf (Parsberg), Klapfenberg (Parsberg), Lengenfeld (Velburg)
- 1913 Hamberg (Breitenbrunn)
- 1925 See (Lupburg)

Es fanden folgende Fusionen statt:
- 1939 Hamberg (Breitenbrunn) und Willenhofen zur Raiffeisenkasse Herrnried-Willenhofen-Hamberg eGmuH (später Raiffeisenkasse Willenhofen)
- 1952 Klapfenberg (Parsberg) und Velburg und Lengenfeld (Velburg) (1954) zur Raiffeisenkasse Velburg eGmbH
- 1953 Eichenhofen (Seubersdorf in der Oberpfalz) nach Seubersdorf in der Oberpfalz verlegt zur Raiffeisenbank Seubersdorf (1957)
- 1956 See (Lupburg) und Degerndorf (Lupburg) zur Raiffeisenkasse Lupburg eGmuH
- 1961 Waldkirchen (Petersberg) und Seubersdorf in der Oberpfalz
- 1964 Oberwiesenacker und Velburg
- 1965 Wissing (Seubersdorf in der Oberpfalz) und Seubersdorf in der Oberpfalz
- 1967 Oberweiling und Velburg
- 1968 Willenhofen und Lupburg
- 1969 Großalfalterbach und Seubersdorf in der Oberpfalz
- 1970 Hörmannsdorf (Parsberg) und Velburg
- 1990 Raiffeisenbank Parsberg-Lupburg eG und Raiffeisenbank Seubersdorf eG zur Raiffeisenbank Parsberg eG
- 1996 Raiffeisenbank Parsberg eG und Raiffeisenbank Velburg eG zur Raiffeisenbank Parsberg-Velburg eG

## Finanzpartner
Die Raiffeisenbank Parsberg-Velburg eG arbeitete im Verbund mit der Bausparkasse Schwäbisch Hall, der Union Investment, der R+V Versicherung, der Allianz Versicherung und  EasyCredit zusammen.